# أندرينا مارتينيز
أندرينا مارتينيز فونييه-روسادو (ولدت في 22 سبتمبر 1997) هي عارضة أزياء وملكة جمال أمريكية من أصول دومينيكانية توجت ملكة جمال جمهورية الدومينيكان عام 2021، مثلت بلدها جمهورية الدومينيكان في مسابقة ملكة جمال الكون 2022. تقدمت في مسابقة وحلت في مركز الوصيفة الثانية.

## نشأتها
ولدت مارتينيز في سانتياغو دي لوس كاباليروس في جمهورية الدومينيكان وترعرعت في مدينة نيويورك في الولايات المتحدة. التحقت بمدرسة برونكس بريدجز الثانوية ، بعد المدرسة الثانوية التحقت بكلية مدينة نيويورك ، جامعة نيويورك حيث تخرجت بامتياز مع مرتبة الشرف على درجة البكالوريوس في علم النفس ودراسات أمريكا اللاتينية.

## مسابقة جمال

### ملكة جمال جمهورية الدومينيكان 2021
مثلت مارتينيز الجالية الدومينيكية في الولايات المتحدة في مسابقة ملكة جمال جمهورية الدومينيكان 2021، في صالون دي إيفينتوس سامبيل في سانتو دومينغو حيث توجت في 7 نوفمبر 2021 من قبل حاملة اللقب السابقة كيمبرلي خيمينيز.